# Römerlager Olfen

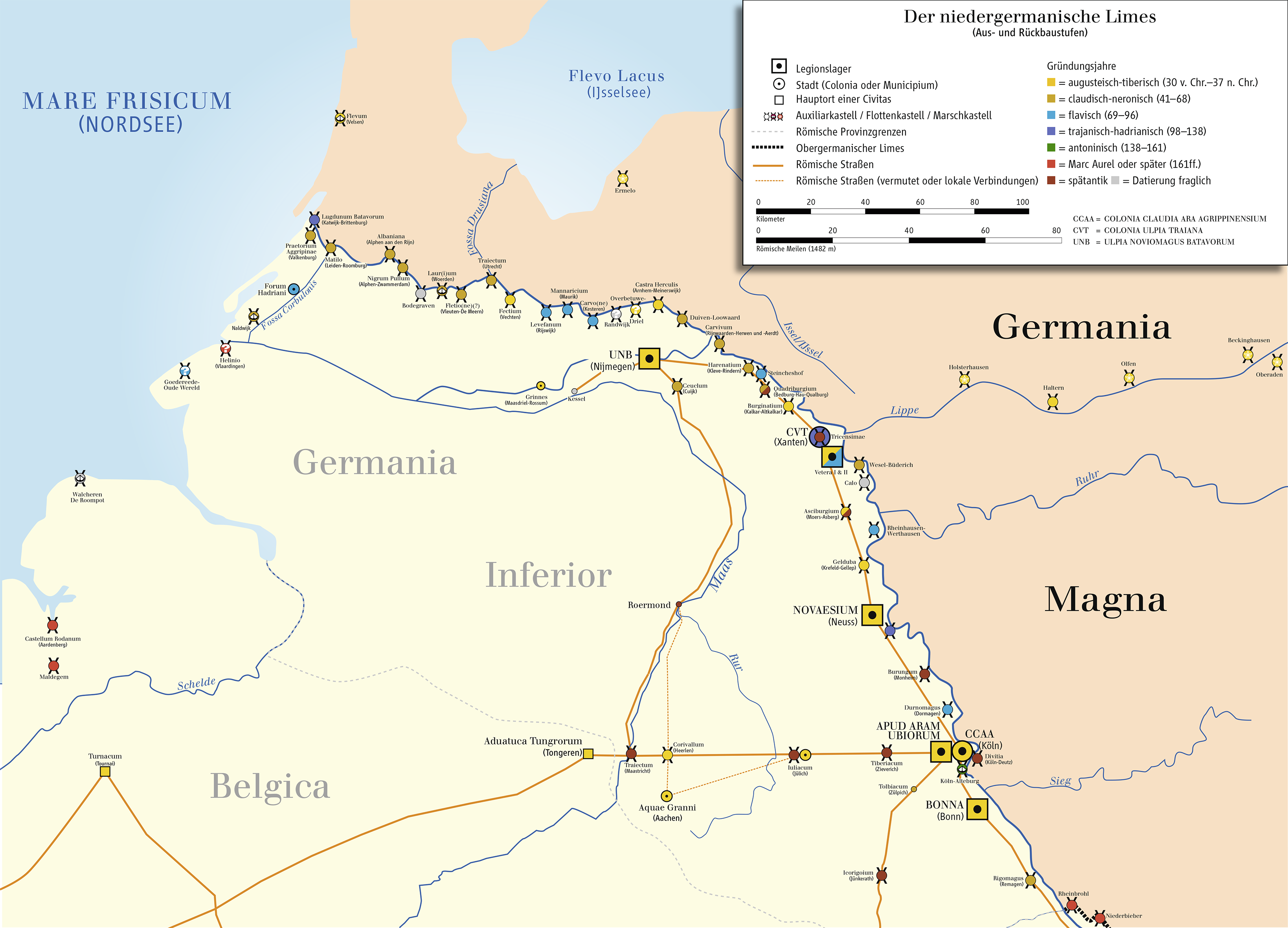
Das Römerlager Olfen lag an der Lippe (Lupia).

Das Römerlager Olfen ist ein über fünf Hektar großes römisches Militärlager aus augusteischer Zeit südwestlich des heutigen Ortes Olfen, Kreis Coesfeld, an der Lippe (Lupia).

## Erforschung
Im Jahr 2008 entdeckten ehrenamtliche Mitarbeiter der LWL-Archäologie für Westfalen bei Begehungen auf einem Acker bei Olfen römische Kupfermünzen. Davon informierte Archäologen setzten zur Nachsuche
Metalldetektoren ein. Zu den ersten Oberflächenfunden gehörten drei römische Münzen sowie Fragmente von römischen Keramikgefäßen, wie Amphoren und Sigillatabehälter. Parallel dazu fand eine archäologische Prospektion zur nichtinvasiven Erkundung statt. Dazu zählten Luftbildaufnahmen und Magnometermessungen. Probegrabungen führten zu römischem Fundmaterial, aber nicht zum Auffinden eines Wehrgrabens. Der Verlauf des Grabens und zwei Ecken des Lagers konnten erst im Jahr 2011 auf Luftbildern anhand von Bewuchsmerkmalen erkannt werden. Daraufhin erfolgte noch im selben Jahr ein Suchschnitt, bei dem der 4,1 Meter breite und 1,6 Meter tiefe Lagergraben entdeckt wurde, der die Anlage als Spitzgraben umgab. Ebenso konnten die Fundamentspuren einer 2,2 Meter breiten Holz-Erde-Mauer festgestellt werden. Weitere im Jahre 2011 gemachte Einzelfunde römischer Keramik, über 100 Münzen und Gewandspangen, lassen eine Datierung des Lagers in die Zeit des Kaisers Augustus zu.

## Lagerbeschreibung
Das Lager befand sich auf dem rechten Ufer der Lippe auf einer spornartigen Erhöhung, die sich bis zu 20 Meter über die Talaue erhebt. Von der erhöhten Lage aus, mit weiter Sicht über das Lippetal, kontrollierten die Römer in der Zeit von 11 bis 7 v. Chr. eine an dieser Stelle befindliche Furt im Fluss. Das Lager hatte eine Ausdehnung von ungefähr 240 × 250 Metern. Es ist mit etwa 5,4 Hektar Fläche im Vergleich zu anderen römischen Lagern an der Lippe eine kleinere Anlage mit festen Baustrukturen.

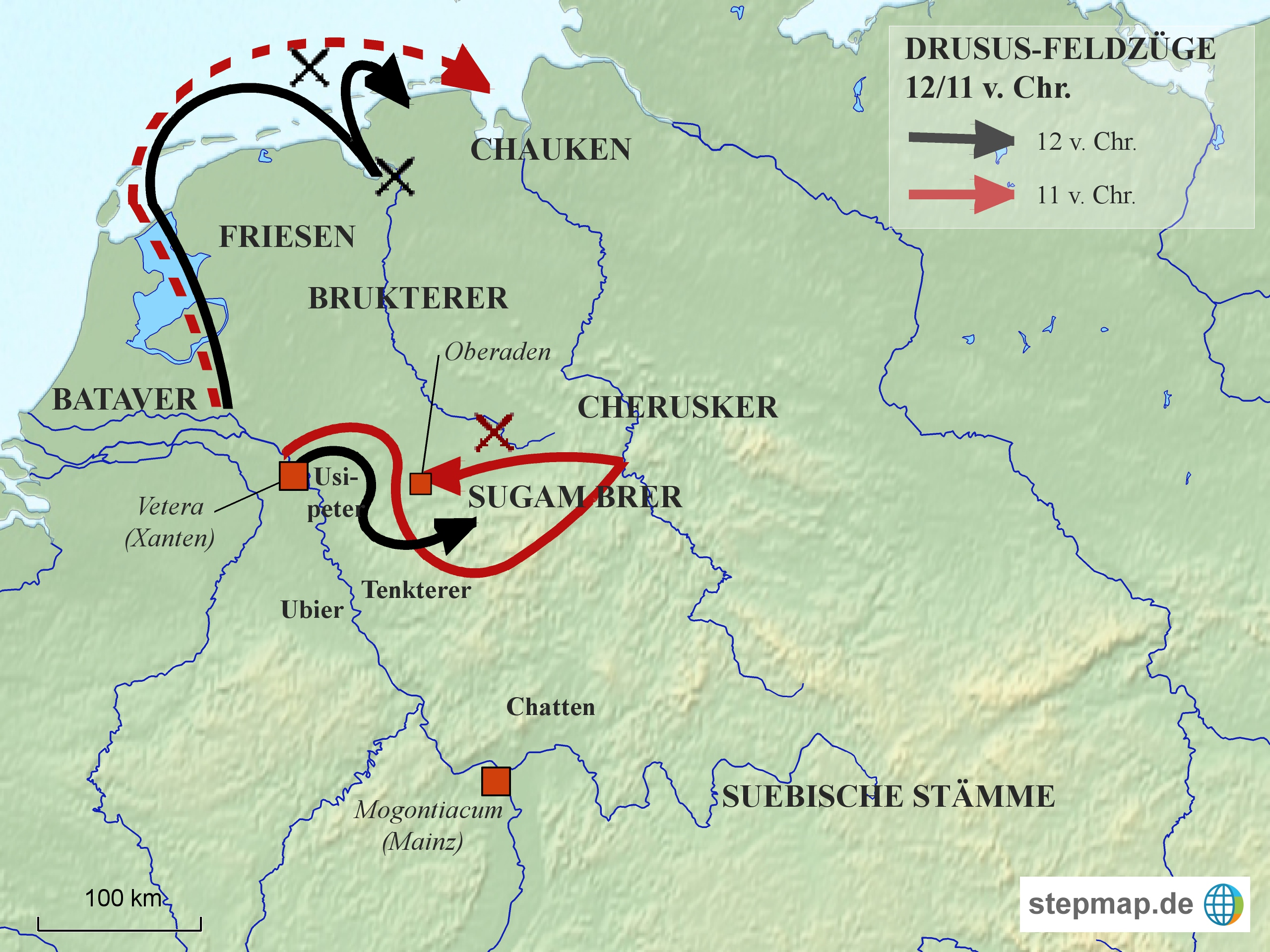
Die Drusus-Feldzüge in den Jahren 12 und 11 v. Chr.

Die Größe des Lagers, die Beschaffenheit der Holz-Erde-Mauer und die Lage an der Lippe lassen darauf schließen, dass es sich um ein Versorgungslager handelte, also eine Anlage, in der Nachschub vorrätig gehalten und gleichzeitig der Lippe-Übergang kontrolliert wurde. Das Lager Olfen könnte als Etappenstation zu den etwa 25 Kilometer entfernten Standorten Römerlager Beckinghausen und Römerlager Oberaden gedient haben. Die Römer versorgten ihre Truppen hauptsächlich über den Wasserweg – hierzu mussten die Schiffe allerdings die Lippe flussaufwärts getreidelt, das heißt, vom Ufer aus von Menschen oder Zugtieren gegen den Strom gezogen werden. Niedrigwasser an der Lippefurt bei Olfen konnte eine Weiterfahrt für die Plattbodenschiffe verhindern und eine Zwischenlagerung der Waren erfordern. Maximal zwei Kohorten, ungefähr 1000 Legionäre, könnten in Olfen stationiert gewesen sein – bis das Lager vermutlich nach rund vier Jahren wieder aufgegeben wurde.
Nach Einschätzung des Archäologen Michael Rind besaß das Lager Olfen während der Drusus-Feldzüge in Germanien strategisch größte Bedeutung.